# Заложье (Смоленская область)
Заложье — деревня в Руднянском районе Смоленской области России. Входит в состав Казимировского сельского поселения. По состоянию на 2007 год постоянного населения не имеет. 
Расположена в западной части области в 10 км к юго-западу от Рудни, в 12 км южнее автодороги А141 Орёл — Витебск. В 9 км севернее деревни расположена железнодорожная станция О.п. 462-й км на линии Смоленск — Витебск. 

## История
В годы Великой Отечественной войны деревня была оккупирована гитлеровскими войсками в июле 1941 года, освобождена в октябре 1943 года.